# Michael W. Hagee
O general Michael W. Hagee (1 de dezembro de 1944) foi o 33º Comandante do Corpo de Fuzileiros Navais das Forças Armadas dos Estados Unidos (2003-2006).
Hagee graduou-se com honras no curso de Bacharelado em Ciência da Engenharia da Academia Naval dos Estados Unidos em 1968. Obteve o títulos de Mestre em Ciência da Engenharia Elétrica pela U.S. Naval Postgraduate School e Mestre em artes na National Security and Strategic Studies pela Faculdade de Guerra Naval.

## Biografia
Hagee nasceu em Hampton, Virginia , em 1 de dezembro de 1944  e foi criado em Fredericksburg, Texas. Ele se formou com distinção na Academia Naval dos Estados Unidos em 1968 com um diploma de Bacharel em Ciências em Engenharia e foi colega de Oliver North, Charles Bolden, Jim Webb e Michael Mullen. Ele também possui um grau de Mestre em Ciências em Engenharia Elétrica pela Escola de Pós-graduação Naval e um grau de Mestre em Artes em Segurança Nacional e Estudos Estratégicos da Escola de Guerra Naval. Ele se formou no Command and Staff College e no United States Naval War College. Em 2004, ele foi homenageado com o Prêmio Distinguished Graduate Leadership da Naval War College.
Seu pai, Robert L. Hagee, serviu como piloto da Marinha dos Estados Unidos na Segunda Guerra Mundial e, no verão de 2009, foi premiado com uma placa no Sítio Histórico Estadual Almirante Nimitz, agora conhecido como Museu Nacional da Guerra do Pacífico (anteriormente Museu Nimitz) em Fredericksburg, Texas. Ele e sua esposa Silke, filha do general-de-brigadeiro da Força Aérea Alemã Werner Boie, têm dois filhos.

## Trabalhos
| Comandante de Pelotão, Companhia A, 1º Batalhão, 9º Fuzileiros Navais                                                             | 1970      |
| Oficial Comandante, Companhia A e Companhia H&S, 1º Batalhão 1º Fuzileiros Navais                                                 | 1970-1971 |
| Oficial de comunicações-eletrônica, Comando Aéreo e Esquadrão de Controle 1                                                       | 1971      |
| Diretor Assistente, Escola de Telecomunicações                                                                                    | 1972-1974 |
| Oficial comandante, Waikele-West Loch Guard Company                                                                               | 1974-1976 |
| Oficial Comandante, Companhia de Guarda de Pearl Harbor                                                                           | 1976-1977 |
| Oficial de treinamento, 3ª Divisão da Marinha                                                                                     | 1977-1978 |
| Instrutor de Engenharia Elétrica, Academia Naval dos Estados Unidos                                                               | 1978-1981 |
| Chefe, Seção de Planos de Oficial, Quartel-General do Corpo de Fuzileiros Navais                                                  | 1982-1986 |
| Chefe Adjunto do Estado-Maior, G-1, 2ª Divisão da Marinha                                                                         | 1987-1988 |
| Oficial Executivo, 8º Regimento de Fuzileiros Navais                                                                              | 1988      |
| Oficial Comandante, 1º Batalhão, 8º Fuzileiros Navais                                                                             | 1988–1990 |
| Diretor da Divisão de Ciências Sociais e Humanas / Representante do Corpo de Fuzileiros Navais, Academia Naval dos Estados Unidos | 1990–1992 |
| Oficial Comandante, 11ª Unidade Expedicionária de Fuzileiros Navais                                                               | 1992-1993 |
| Oficial de Ligação do Enviado Especial dos EUA para a Somália                                                                     | 1992-1993 |
| Assistente Executivo do Comandante Assistente do Corpo de Fuzileiros Navais                                                       | 1993-1994 |
| Diretor, Divisão de Desenvolvimento de Personagem, Academia Naval dos Estados Unidos                                              | 1994–1995 |
| Assistente Militar Sênior do Vice-Secretário de Defesa                                                                            | 1995–1996 |
| Assistente Executivo do Diretor de Inteligência Central                                                                           | 1995–1996 |
| Vice-Diretor de Operações, Quartel-General, Comando Europeu dos Estados Unidos                                                    | 1996–1998 |
| Comandante Geral, 1ª Divisão da Marinha                                                                                           | 1998-1999 |
| Diretor de Planos Estratégicos e Políticas, Comando do Pacífico dos Estados Unidos                                                | 1999-2000 |
| General Comandante, I Força Expedicionária de Fuzileiros Navais                                                                   | 2000–2002 |
| Comandante do Corpo de Fuzileiros Navais                                                                                          | 2003–2006 |